# مغاک و آونگ (فیلم ۲۰۰۹)
«مغاک و آونگ» (انگلیسی: The Pit and the Pendulum) فیلمی در ژانر ترسناک است که در سال ۲۰۰۹ منتشر شد.